# Campionati europei di nuoto 1995
La XXIIª edizione dei campionati europei di nuoto è stata disputata a Vienna dal 18 al 27 agosto 1995. La capitale austriaca ha ospitato la rassegna continentale per la terza volta nella storia, dopo le edizioni del 1950 e del 1974.
Le gare in programma salgono a 47, con il debutto del Nuoto di fondo all'interno della manifestazione.

La nazionale che ha conquistato il maggior numero di titoli europei è stata la Russia, mentre la Germania ha vinto il maggior numero di medaglie complessive. Storica e a tuttora non ripetuta doppietta italiana nella pallanuoto.

## Medagliere
| Posizione | Paese       |    |    |    | Totale |
| --------- | ----------- | -- | -- | -- | ------ |
| 1         | Russia      | 17 | 2  | 4  | 23     |
| 2         | Germania    | 13 | 13 | 11 | 37     |
| 3         | Ungheria    | 3  | 7  | 1  | 11     |
| 4         | Belgio      | 3  | 1  | 2  | 6      |
| 5         | Finlandia   | 3  | 0  | 1  | 4      |
| 6         | Danimarca   | 2  | 2  | 2  | 6      |
| 7         | Italia      | 2  | 1  | 6  | 9      |
| 8         | Irlanda     | 2  | 1  | 0  | 3      |
| 9         | Svezia      | 1  | 5  | 2  | 8      |
| 10        | Paesi Bassi | 1  | 3  | 2  | 6      |
| 11        | Francia     | 0  | 4  | 2  | 6      |
| 12        | Ucraina     | 0  | 3  | 1  | 4      |
| 13        | Regno Unito | 0  | 2  | 5  | 7      |
| 14        | Polonia     | 0  | 2  | 3  | 5      |
| 15        | Romania     | 0  | 1  | 0  | 1      |
| 16        | Norvegia    | 0  | 0  | 2  | 2      |
| 17        | Bielorussia | 0  | 0  | 1  | 1      |
| 17        | Grecia      | 0  | 0  | 1  | 1      |
| 17        | Rep. Ceca   | 0  | 0  | 1  | 1      |
| 17        | Spagna      | 0  | 0  | 1  | 1      |
| Totale    | Totale      | 47 | 47 | 48 | 142    |

## Nuoto in acque libere

### Uomini
| Evento | Oro                 | Perform.  | Argento             | Perform.  | Bronzo          | Perform.  |
| 5 km   | Alexey Akatiev      | 55'00"3   | Christof Wandratsch | 56'06"8   | Samuele Pampana | 56'10"3   |
| 25 km  | Christof Wandratsch | 5h11'36"3 | Alexey Akatiev      | 5h13'49"8 | Stephane Lécat  | 5h14'46"4 |

### Donne
| Evento | Oro          | Perform.  | Argento        | Perform.  | Bronzo            | Perform.  |
| 5 km   | Rita Kovács  | 1h00'28"3 | Peggy Büchse   | 1h00'50"8 | Valeria Casprini  | 1h01'07"6 |
| 25 km  | Peggy Büchse | 5h32'36"4 | Edith van Dijk | 5h36'05"5 | Yvetta Hlavácková | 5h38'08"3 |

## Nuoto

### Uomini
| Evento               | Oro                                                                      | Perform. | Argento                                                                      | Perform. | Bronzo                                                                          | Perform. |
| Stile libero         |                                                                          |          |                                                                              |          |                                                                                 |          |
| 50 m                 | Aleksandr Popov                                                          | 22"25    | Christophe Kalfayan                                                          | 22"63    | Torsten Spanneberg                                                              | 22"66    |
| 100 m                | Aleksandr Popov                                                          | 49"10    | Torsten Spanneberg                                                           | 49"67    | Björn Zikarsky                                                                  | 50"23    |
| 200 m                | Jani Sievinen                                                            | 1'48"98  | Anders Holmertz                                                              | 1'49"12  | Antti Kasvio                                                                    | 1'49"24  |
| 400 m                | Steffen Zesner                                                           | 3'50"53  | Paul Palmers                                                                 | 3'50"43  | Anders Holmertz                                                                 | 3'51"01  |
| 1500 m               | Jörg Hoffmann                                                            | 15'11"25 | Graeme Smith                                                                 | 15'11"90 | Steffen Zesner                                                                  | 15'20"46 |
| Dorso                |                                                                          |          |                                                                              |          |                                                                                 |          |
| 100 m                | Vladimir Sel'kov                                                         | 55"48    | Jirka Letzin                                                                 | 56"24    | Steffan Maene                                                                   | 56"32    |
| 200 m                | Vladimir Sel'kov                                                         | 1'58"48  | Nicolae Butacu                                                               | 1'59"96  | Adam Ruckwood                                                                   | 2'00"16  |
| Rana                 |                                                                          |          |                                                                              |          |                                                                                 |          |
| 100 m                | Frederik Deburghgraeve                                                   | 1'01"12  | Károly Güttler                                                               | 1'01"38  | Andrej Korneev                                                                  | 1'01"79  |
| 200 m                | Andrej Korneev                                                           | 2'12"62  | Károly Güttler                                                               | 2'12"95  | Frederik Deburghgraeve                                                          | 2'14"01  |
| Delfino              |                                                                          |          |                                                                              |          |                                                                                 |          |
| 100 m                | Denis Pankratov                                                          | 52"32    | Denys Sylant'jev                                                             | 53"37    | Rafał Szukała                                                                   | 53"45    |
| 200 m                | Denis Pankratov                                                          | 1'56"34  | Konrad Galka                                                                 | 1'59"50  | Chris-Carol Bremer                                                              | 1'59'96  |
| Misti                |                                                                          |          |                                                                              |          |                                                                                 |          |
| 200 m                | Jani Sievinen                                                            | 1'58"61  | Attila Czene                                                                 | 2'00"88  | Christian Keller                                                                | 2'02"24  |
| 400 m                | Jani Sievinen                                                            | 4'14"75  | Marcin Malinski                                                              | 4'18"32  | Luca Sacchi                                                                     | 4'18"82  |
| Staffette            |                                                                          |          |                                                                              |          |                                                                                 |          |
| 4x100 m stile libero | Russia Vladimir Predkin Roman Ščogolev Roman Egorov Aleksandr Popov      | 3'18"84  | Germania Christian Tröger Christian Keller Torsten Spanneberg Björn Zikarsky | 3'19"76  | Svezia Lars Frölander Christer Wallin Frederik Letzler Anders Holmertz          | 3'21"07  |
| 4x200 m stile libero | Germania Christian Keller Oliver Lampe Torsten Spanneberg Steffen Zesner | 7'18"22  | Svezia Christer Wallin Anders Holmertz Lars Frölander Chris Eliasson         | 7'19"95  | Italia Massimiliano Rosolino Piermaria Siciliano Emanuele Merisi Emanuele Idini | 7'20"96  |
| 4x100 m misti        | Russia Vladimir Sel'kov Andrej Korneev Denis Pankratov Aleksandr Popov   | 3'38"11  | Ungheria Tamás Deutsch Károly Güttler Péter Horváth Attila Czene             | 3'40"88  | Germania Tino Weber Mark Warnecke Fabian Hieronimus Björn Zikarsky              | 3'41"55  |

### Donne
| Evento               | Oro                                                                          | Perform. | Argento                                                                    | Perform. | Bronzo                                                              | Perform. |
| Stile libero         |                                                                              |          |                                                                            |          |                                                                     |          |
| 50 m                 | Linda Olofsson                                                               | 25"76    | Franziska van Almsick                                                      | 25"80    | Angela Postma                                                       | 25"86    |
| 100 m                | Franziska van Almsick                                                        | 55"34    | Mette Jacobsen                                                             | 56"02    | Karen Pickering                                                     | 56"05    |
| 200 m                | Kerstin Kielgass                                                             | 2'00"56  | Malin Nilsson                                                              | 2'01"33  | Mette Jacobsen Karen Pickering                                      | 2'01"52  |
| 400 m                | Franziska van Almsick                                                        | 4'08"37  | Carla Geurts                                                               | 4'10"73  | Irene Dalby                                                         | 4'13"44  |
| 800 m                | Julia Jung                                                                   | 8'36"08  | Jana Henke                                                                 | 8'36"68  | Irene Dalby                                                         | 8'38"82  |
| Dorso                |                                                                              |          |                                                                            |          |                                                                     |          |
| 100 m                | Mette Jacobsen                                                               | 1'02"46  | Cathleen Rund                                                              | 1'02"91  | Nina Živanevskaja                                                   | 1'03"06  |
| 200 m                | Krisztina Egerszegi                                                          | 2'07"24  | Dagmar Hase                                                                | 2'10"60  | Cathleen Rund                                                       | 2'10"96  |
| Rana                 |                                                                              |          |                                                                            |          |                                                                     |          |
| 100 m                | Brigitte Becue                                                               | 1'09"30  | Svitlana Bondarenko                                                        | 1'09"73  | Ágnes Kovács                                                        | 1'10"77  |
| 200 m                | Brigitte Becue                                                               | 2'27"66  | Svitlana Bondarenko                                                        | 2'30"50  | Alicja Peczak                                                       | 2'30"59  |
| Delfino              |                                                                              |          |                                                                            |          |                                                                     |          |
| 100 m                | Mette Jacobsen                                                               | 1'00"64  | Ilaria Tocchini                                                            | 1'01"13  | Cécile Jeanson                                                      | 1'01"15  |
| 200 m                | Michelle Smith                                                               | 2'11"60  | Mette Jacobsen                                                             | 2'12"29  | Sophia Skou                                                         | 2'13"31  |
| Misti                |                                                                              |          |                                                                            |          |                                                                     |          |
| 200 m                | Michelle Smith                                                               | 2'15"27  | Brigitte Becue                                                             | 2'16"25  | Alicja Peczak                                                       | 2'17"42  |
| 400 m                | Krisztina Egerszegi                                                          | 4'40"33  | Michelle Smith                                                             | 4'42"81  | Cathleen Rund                                                       | 4'46"22  |
| Staffette            |                                                                              |          |                                                                            |          |                                                                     |          |
| 4x100 m stile libero | Germania Franziska van Almsick Simone Osygus Kerstin Kielgass Daniela Hunger | 3'43"22  | Svezia Louise Jöhncke Louise Karlsson Linda Olofsson Ellenor Svensson      | 3'45"21  | Regno Unito Sue Rolph Claire Huddart Alex Bennett Karen Pickering   | 3'46"82  |
| 4x200 m stile libero | Germania Dagmar Hase Julia Jung Kerstin Kielgass Franziska van Almsick       | 8'06"11  | Paesi Bassi Carla Geurts Minouche Smit Patricia Stokkers Kirsten Vlieghuis | 8'10"17  | Regno Unito Vickey Horner Claire Huddart Katja Goddard Alex Bennett | 8'14"31  |
| 4x100 m misti        | Germania Cathleen Rund Jana Dörries Julia Voitowitch Franziska van Almsick   | 4'09"97  | Ungheria Krisztina Egerszegi Ágnes Kovács Edit Klocker Gyöngyver Lakos     | 4'12"00  | Spagna María Tato María Olay María Pelaez Claudia Franco            | 4'12"52  |

## Tuffi

### Uomini
| Evento          | Oro                | Perform. | Argento          | Perform. | Bronzo          | Perform. |
| Trampolino 1m   | Edwin Jongejans    | 420.75   | Joakim Andersson | 387.60   | Borris Lietzow  | 379.26   |
| Trampolino 3m   | Dmitrij Sautin     | 670.38   | Jan Hempel       | 634.05   | Roman Volod'kov | 615.81   |
| Piattaforma 10m | Vladimir Timošinin | 673.83   | Jan Hempel       | 662.46   | Dmitrij Sautin  | 648.84   |

### Donne
| Evento          | Oro         | Perform. | Argento          | Perform. | Bronzo               | Perform. |
| Trampolino 1m   | Vera Il'ina | 275.25   | Dörte Lindner    | 271.20   | Svetlana Alekseyeva  | 240.72   |
| Trampolino 3m   | Vera Il'ina | 523.23   | Julija Pachalina | 520.20   | Claudia Bockner      | 518.64   |
| Piattaforma 10m | Ute Wetzig  | 444.24   | Conny Schmalfuss | 435.84   | Svetlana Timoshinina | 431.55   |

## Nuoto sincronizzato
| Evento  | Oro                                   | Perform. | Argento                                    | Perform. | Bronzo                                   | Perform. |
| Solo    | Olga Sedakova                         | 99.160   | Marianne Aeschbacher                       | 97.520   | Christina Thalassinidou                  | 95.360   |
| Duo     | Russia Yelena Azarova Marija Kiselëva | 98.880   | Francia Marianne Aeschbacher Myriam Lignot | 96.920   | Italia Giovanna Burlando Manuela Carnini | 96.040   |
| Squadra | Russia                                | 98.880   | Francia                                    | 97.160   | Italia                                   | 95.480   |

## Pallanuoto
| Evento                  | Oro    | Argento  | Bronzo      |
| T. Maschile (Dettagli)  | Italia | Ungheria | Germania    |
| T. Femminile (Dettagli) | Italia | Ungheria | Paesi Bassi |